# 멘투호테프 4세

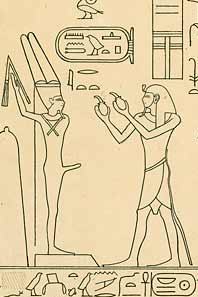

멘투호테프 4세(재위 기원전 1997년 ~ 기원전 1991년)는 이집트 제11왕조의 마지막 파라오이다. 즉위명은 네브타위레로, '두 땅의 신은 레이시다'라는 뜻이다.
멘투호테프 4세의 이름은 각종 기록물에서 등장하지 않는다. 사카라 석판, 아비도스 왕 목록과 같은 연대기 기록에는 멘투호테프 3세가 11왕조의 마지막 파라오로 기록되어 있다. 토리노 파피루스의 11왕조 부분에서 유실된 마지막 부분(5-18)이 멘투호테프 4세에 관한 부분일 수도 있다. 뿐만 아니라 멘투호테프 4세의 무덤과 석관 역시 발견되지 않았다.
그의 시대의 재상은 아메넴헤트였는데, 이가 바로 이집트 제12왕조의 개창자인 아메넴헤트 1세이다. 재위 2년, 멘투호테프는 그에게 명을 내려 와디 함마마트(Wadi Hammamat) 지역에서 파라오의 무덤을 지을 재료를 구하라 하였다. 아메넴헤트가 이끈 원정대의 규모는 1만에 달했다.
그러나 그 이후의 멘투호테프에 대한 이야기는 전해지지 않으며, 다만 아메넴헤트가 파라오에 오른 뒤에 만들어진 사발 조각에 아메넴헤트와 함께 이름이 언급될 뿐이다. 피터 클레이턴을 비롯한 몇몇 이집트학 학자들은 아메넴헤트가 반란을 일으켰을 가능성을 지적하지만, 그에 관한 고고학적, 문헌적인 증거는 현재까지 전무한 상황이다.
| 전임 멘투호테프 3세 | 제7대 이집트 제11왕조의 파라오 기원전 1997년 ~ 기원전 1991년 | 후임 아메넴헤트 1세 |